# Escudella i Carn d'Olla (revista)
Escudella i Carn d'Olla és el títol d'una revista d'historietes i humor editada a Berga entre 1996 i 1998. Els seus creadors i impulsors van ser els germans Roger i Guillem Escriche i el dibuixant Jaume Capdevila (Kap), i a partir del seu segon número va comptar amb el disseny de l'artista berguedà Salvador Vinyes. Una llarga llista de col·laboradors de la comarca del Berguedà i de la resta de Catalunya van omplir les pàgines dels cinc números que es van editar, si bé la col·lecció comença amb el número 13. Entre els seus col·laboradors hi havia el famós pintor berguedà Josep Maria de Martín, o l'escriptor irlandés Colm Toibin. També va publicar interessants entrevistes de gent del món del còmic. La revista ha esdevingut objecte de culte i els seus exemplars molt buscats per col·leccionistes.

## La revista
- El primer exemplar (amb el número 13) va aparèixer l'hivern de 1996. A la portada, el titular deia "Les autoritats sanitàries adverteixen que llegir aquesta revista perjudica greument la salut, amb un dibuix signat per J. Capdevila. A la llista de col·laboradors hi trobem Kap, Roger i Guillem Escriche –que a més a més formen el consell de redacció– i Roger Ballabrera, Jordi Escarré, Ferran Besora, Boni, Edgar Maestre, Daniel Merino, Salvador Murlà, Albert Tomàs, La Clastra, i Sanromán. Conté una entrevista amb el dibuixant de còmics Fernando de Felipe.
- El segon exemplar (amb el número 14) té el doble de pàgines i ja és dissenyada per Salvador Vinyes. A la portada consta "La millor revista d'humor després de l'ABC". A la llista de col·laboradors s'hi afegeixen Toni Font, Epi&Blai, Giovanni Papinos, Txus, Tumi, Muntsa Cosp, Pius Fong i Quer, El Sr. Burxa, Arnau de Miraflor, i The Best. L'entrevista era amb Fer i Oscar Nebreda, a la redacció de la revista El Jueves.
- El número 15 incorpora Naüm Monterde, Mònica Castilla, Oscar Hita, Alfred Mata Lapuça, i el Nen Mussol entre els col·laboradors. L'entrevista és amb el pintor Josep Maria de Martin, que dibuixa també un logo i un pòster per a la revista, que es publicarà en el següent número. Incorpora una secció amb dibuixos dels lectors on trobem col·laboracions de Josep Culell, Anna Tubau, Marc Aymerich Sergi Expósito, Cristian García, Andreu Vilardell, i David Barat. També hi ha un homenatge al dibuixant Gin de El Jueves, recentment desaparegut.
- El número 16, es dedica a la festa dels bolets, tradició molt berguedana, amb una caricatura del General Franco mort a la portada, cobert de fongs i bolets, sobre un fons amb la bandera espanyola i el titular diu: "A la tardor, la terra ens dona els millors fruits". Algunes llibreries de la comarca van ser atacades i apedregades amb ous per exhibir aquesta revista. L'entrevista és amb el dibuixant Nazario, cada exemplar regala una petita bossa de plàstic amb "llavors de rovellons autèntics del Berguedà" i un certificat de denominació d'origen. Als col·laboradors s'hi afegeix Marc Zaballa, Lluís Amaré, Juan Pablo Etcheberry, Xavier Gordillo, David Parcerissa, El Serapi, Enric Vilalta, Xreg, i l'escriptor irlandés Colm Toíbín, que signa una doble pàgina.[3]
- El darrer número, amb coberta de Claudi Plans, incorpora Cristina Torres, Sílvia Culell, Carles Roelas, Tàntal, Kiko Umbral, P. Ullastre del Berguedà, Xavier Vinaigua. Incorpora un doble pòster a les pàgines centrals. per una banda un cartell de carnestoltes de Salvador Vinyes, i per altra, un calendari reversible del vici i la virtut, signats per Txos i Alejandro Aznar Sanromán.

## A la ràdio
Roger i Guillem Escriche, i Kap, a més, van convertir la revista en una secció radiofònica a Ràdio Nacional d'Espanya - Ràdio4, dins els programa "Entre un tango i un bolero", presentat i dirigit per la històrica periodista Montserrat Minobis. L'any 1998, en la secció d'humor d'Escudella i Carn d'Olla es va fer un Curs de Política Pràctica per Principiants (Curs PP-PP), i en un dels programes es va afirmar que "quedar com un perfecte imbècil no és obstacle per esdevenir president del Govern", afirmació en to de broma que va comportar la suspensió del programa, la defenestració de la seva conductora, Montserrat Minobis i l'expulsió i marginació dels tres col·laboradors en els mitjans públics dirigits pel PP, ja que ningú va tenir cap dubte que es referien a José María Aznar. La qüestió de la censura pel programa de ràdio va arribar al parlament i es va interpel·lar el vicepresident Alvarez Cascos sobre la qüestió.

## Biblioteca d'Estudis escatològics
Escudella i Carn d'Olla, a més de la revista, va editar una col·lecció de monografies dins la Biblioteca d'Estudis Escatològics. El primer volum, Manual del bon patumaire, centrat en la festa berguedana per excel·lència, La Patum, va ser un èxit de vendes que va reeditar-se diverses vegades, exhaurien en poques setmanes els 5.000 exemplars. El llibret, que es venia als bars en lloc de les llibreries, tractava de forma satírica i desacomplexada el comportament dels patumaires.
Després la mateixa col·lecció va publicar Guia d'Orientació per a Patumaires, Escatologia popular (un text que recopila les tradicions marranes catalanes atribuït a Joan Amades), Tractat del Pet de Francesc Mulet, i Don Jaume el Conquistador, de Pitarra. L'activitat dels integrants de la revista va traslladar-se durant uns anys a la web de l'Institut d'Estudis Escatològics.